# Robbins Entertainment
Robbins Entertainment este o casă de înregistrări care își desfășoară activitatea în America. Ea este deținută de Cory Robbins și este responsabilă pentru lansarea și promovarea unor artiști noi precum September sau Cascada.

## Artiști Robbins Entertainment
- Akcent
- Afrojack
- Ahmir
- AnnaGrace
- Ameerah
- Aurora
- Bastien Laval
- Borgore
- Carnage
- Criminal Vibes
- Jenny Bliss
- Cascada
- Daisy
- Dana Rayne
- Daniela
- Darude
- De Lorean
- D.H.T.
- Disconfect
- DJ Sammy
- Jenna Drey
- Edun
- Elena
- Emilia De Poret
- Erotico
- Gaia & Luna
- Game Related
- Heather Leigh West
- Ian Van Dahl
- Jaylyn Ducati
- Joey Moe
- Lauren Dyson
- Lasgo
- Kate Ryan
- Kim Leoni
- Master Blaster
- Mia J
- Milky
- Negin
- Niamh Egan
- Penny Foster
- Reina
- Rockell
- Ronny V. featuring Nanda
- Route Too Far
- Santito vs. Block & Crown
- September
- Shermanology
- Martijn Ten Velden
- Tess
- Judy Torres
- Tom Hangs
- The Touch
- Undercover Divas
- U.V.U.K.
- Vato Gonzalez
- Wendel Kos
- Velvet